# Crăciun Negru (film din 1974)
Crăciun Negru (titlu original: Black Christmas) (lansat și ca Silent Night, Evil Night sau Stranger in the House) este un film independent canadian din 1974 regizat de Bob Clark. Rolurile principale au fost interpretate de actorii Olivia Hussey, Keir Dullea, Margot Kidder, Andrea Martin, Marian Waldman și John Saxon. Filmul omonim din 2006 se bazează vag pe această producție.

## Prezentare
Un străin criminal terorizează fetele dintr-o frăție în timpul Sărbătorilor.

## Distribuție
- Olivia Hussey – Jess
- Keir Dullea – Peter
- Margot Kidder – Barb
- John Saxon – Lt. Fuller
- Marian Waldman – Mrs. Mac
- Andrea Martin – Phyllis "Phyl"
- James Edmond – Mr. Harrison
- Douglas "Doug" McGrath – Sargeant Nash
- Arthur "Art" Hindle – Chris
- Lynne Griffin – Clare
- Michael Rapport – Patrick
- Leslie "Les" Carlson – Graham
- Martha Gibson – Mrs. Quaife
- John Rutter – Laughing Detective
- Robert Warner – Doctor
- Syd Brown – Farmer
- Jack Van Evera – Search Party
- Les Rubie – Search Party
- Marcia Diamond – Woman
- Pam Barney – Jean
- Robert Hawkins – Wes
- David Clement – Cogan (men. ca Dave Clement)
- Julian Reed – Jennings
- Dave Mann – Cop
- John Stoneham Sr. – Cop (men. ca John Stoneham)
- Danny Gain – Cop
- Tom Foreman – Cop
- John 'Frenchie' Berger – Man on snowmobile (nem.)
- Bob Clark – Prowler Shadow / Phone Voice (nem.)
- Nick Mancuso – The Prowler / Phone Voice (nem.)
- Debi Weldon – Sorority Girl (nem.)

## Vezi și
- Listă de filme cu intrare prin efracție în casă